# HMS Cornwall (F99)
La HMS Cornwall (F 99) es una fragata de la tercera tanda del tipo 22 perteneciente a la Marina Real Británica. Fue botada el 23 de abril de 1988 y fue dada de baja el 30 de junio de 2011.

## Historial
El 23 de marzo de 2007, 15 marineros británicos procedentes de la tripulación de la HMS Cornwall fueron capturados por soldados del ejército iraní en aguas del Golfo Pérsico. Aquel incidente desencadenó una grave crisis diplomática entre Irán y Reino Unido que recibió el apoyo de los países occidentales.